# Uuno Turhapuro
Uuno Turhapuro (Uuno Eero Pekka Styrbjörn Turhapuro) är en fiktiv rollfigur spelad av Vesa-Matti Loiri. Spede Pasanen skapade den fiktiva personen Uuno Turhapuro. Det finns 19 filmer där Uuno Turhapuro är huvudperson.
Uuno Turhapuros pappa heter Hugo Turhapuro och mamma Gunhild Donnersdotter. Han bor i Helsingfors.

## Framträdanden

### Filmer
- Uuno Turhapuro (1973)

Uuno Turhapuro film 1973

- Professori Uuno D.G. Turhapuro (1975)
- Lottovoittaja UKK Turhapuro (1976)
- Häpy Endkö? Eli kuinka Uuno Turhapuro sai niin kauniin ja rikkaan vaimon (1977)
- Rautakauppias Uuno Turhapuro – presidentin vävy (1978)
- Uuno Turhapuron aviokriisi (1981)
- Uuno Turhapuro menettää muistinsa (1982)
- Uuno Turhapuron muisti palailee pätkittäin (1983)
- Uuno Turhapuro armeijan leivissä (1984)
- Uuno Epsanjassa (1985)
- Uuno Turhapuro muuttaa maalle (1986)
- Uuno Turhapuro – kaksoisagentti (1987)
- Tupla-Uuno (1988)
- Uunon huikeat poikamiesvuodet maaseudulla (1990)
- Uuno Turhapuro herra Helsingin herra (1991)
- Uuno Turhapuro – Suomen tasavallan herra presidentti (1992)
- Uuno Turhapuron poika (1994)
- Johtaja Uuno Turhapuro – pisnismies (1998)
- Uuno Turhapuro – This Is My Life (2004) (hyllning till Spede Pasanen som avled 2001)

### Övriga filmer
- Koeputkiaikuinen ja Simon enkelit (1979)
- Tup akka lakko (1980)
- Vääpeli Körmy ja vetenalaiset vehkeet (1991)

### TV-serier
- Uuno Turhapuro armeijan leivissä (1986) (filmen som en TV-serie i sju delar)
- Uuno Turhapuro (televisiosarja) (1996)
- Johtaja Uuno Turhapuro – pisnismies (1999) (filmen som en TV-serie i fem delar)
- Uuno Turhapuro – This is my Life (2006) (filmen som en TV-serie i fem delar)

### CD
- Uuno on numero yksi! (2003) (Soundtrack från Uuno Turhapuros filmer 1973-1998)

### Ej officiella filmer
- Uuno Turhapuron veli (1994)

### Övriga relaterade produkter
- Uuno Turhapuro muuttaa maalle (1986) (spel för Commodore 64, baserad på filmen med samma namn)